# NGC 7829
NGC 7829 est une galaxie lenticulaire située dans la constellation de la Baleine. NGC 7829 a été découverte par l'astronome américain Francis Leavenworth en 1886.

## Description
Sa vitesse par rapport au fond diffus cosmologique est de 5 379 ± 51 km/s, ce qui correspond à une distance de Hubble de 79,3 ± 5,6 Mpc (∼259 millions d'al).
NGC 7829 forme avec sa voisine NGC 7828 une paire de galaxies en interaction gravitationnelle. La paire figure dans l'atlas des galaxies particulières d'Halton Arp sous la cote Arp 144.

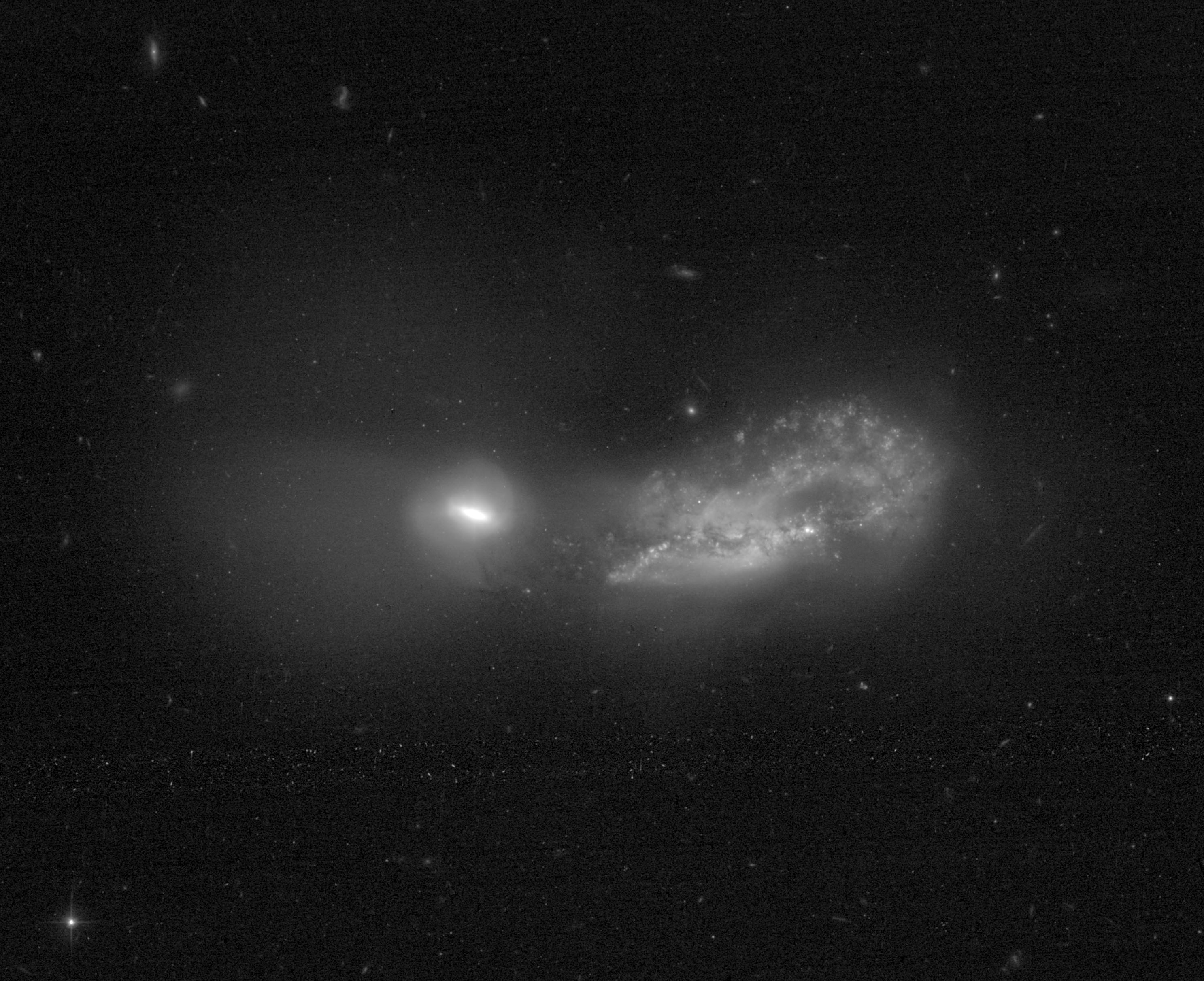
NGC 7828 et NGC 7829 (Arp 144) par le télescope spatial Hubble.